# Igualtat Animal

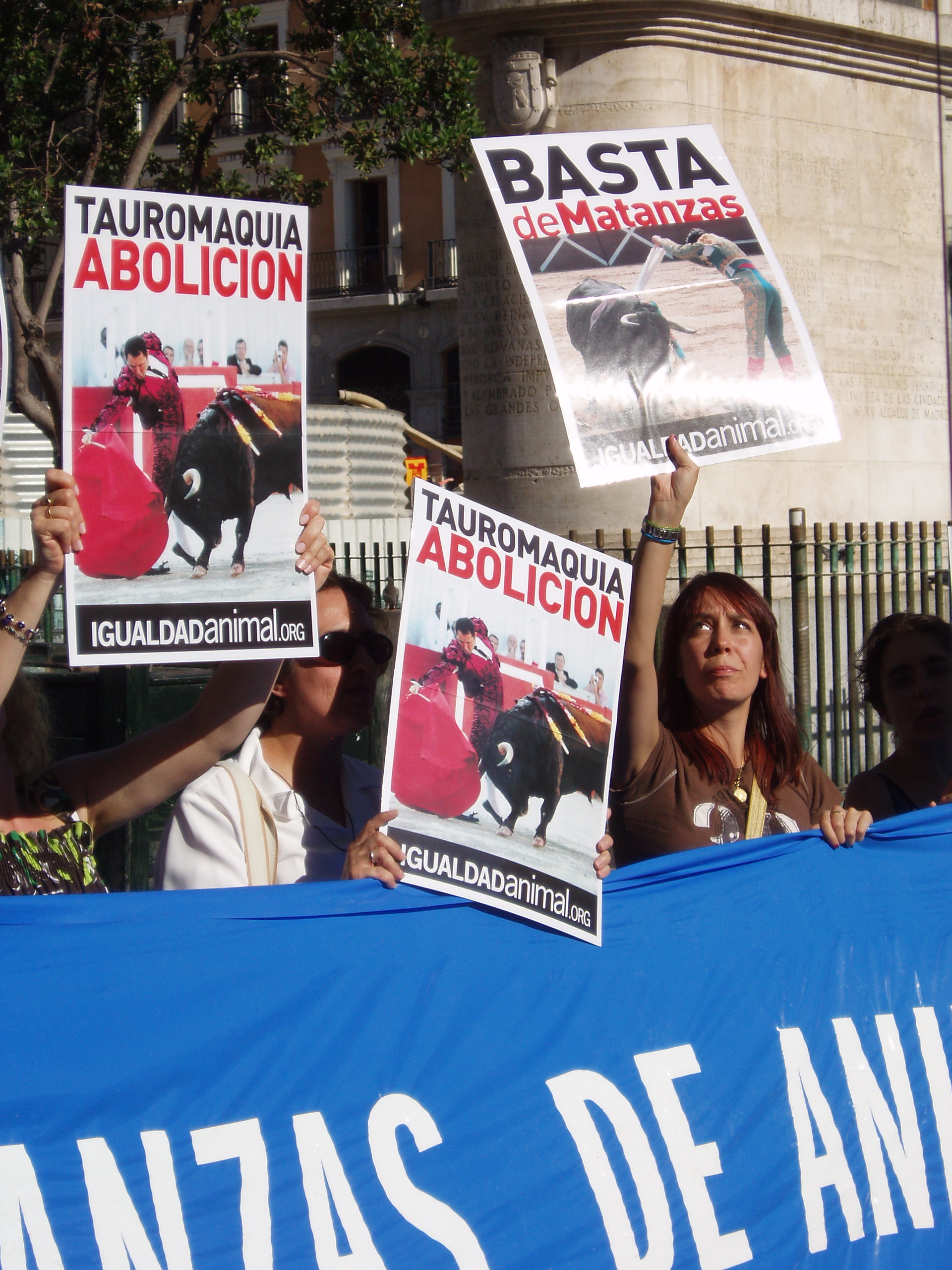
Activistes d'Igualtat Animal, Madrid, 2007

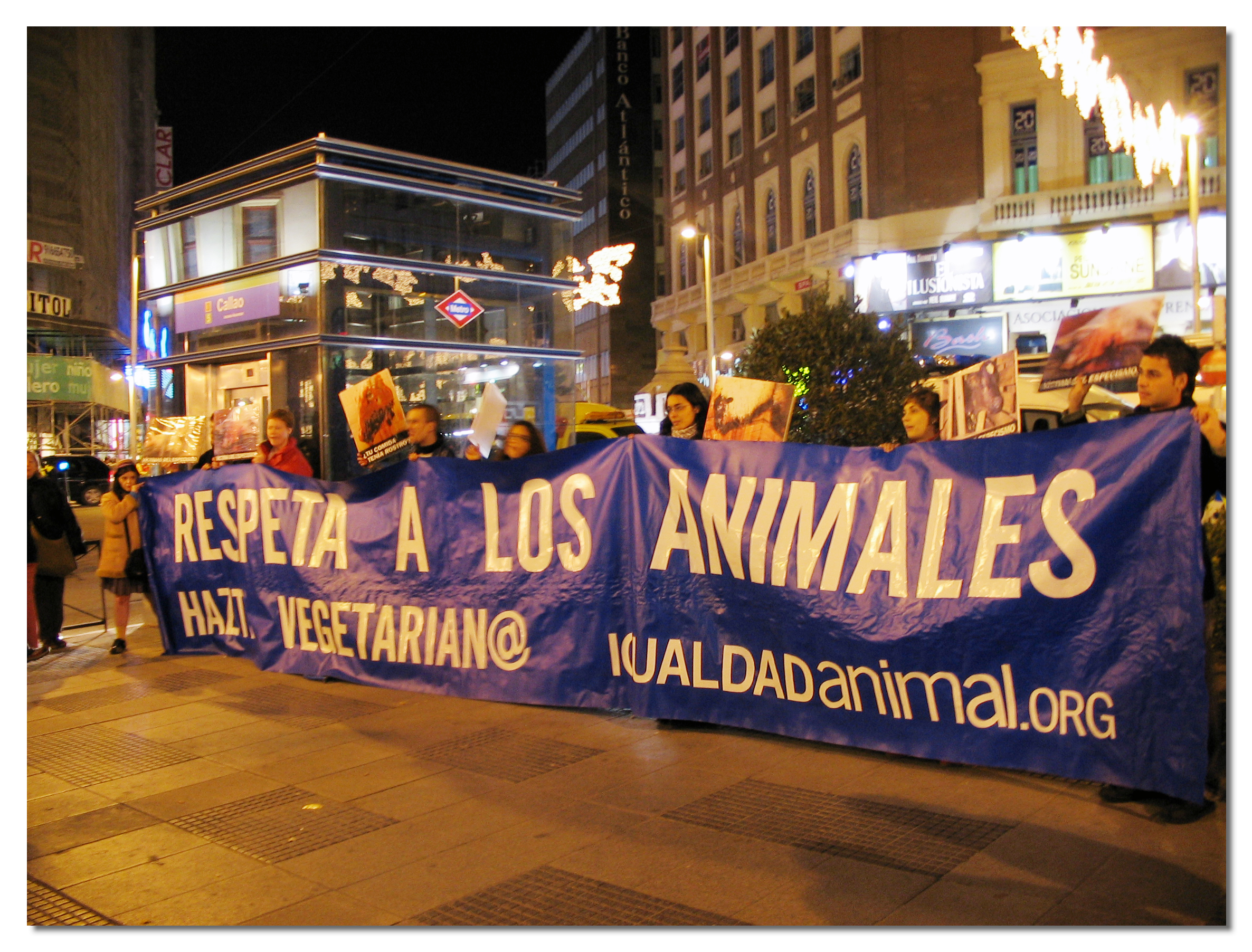
Membres d'Igualtat Animal en una manifestació en Callao, Madrid

Igualtat Animal és una organització no lucrativa de caràcter internacional que qüestiona l'especisme, la utilització que es fa dels animals així com l'estatus de propietat que tenen. L'organització està actualment present en Espanya, Perú, Veneçuela i Colòmbia. Les seves activitats se centren en les ciutats de Madrid i Barcelona.
Aquesta organització realitza actes en el carrer per a promoure el respecte als animals. Així mateix han dut a terme diverses accions amb una certa repercussió mediàtica, com un encadenament a un escorxador, un rescat obert de sis porcs i una investigació sobre els escorxadors d'Espanya. També s'han despenjat d'un Brau d'Osborne i de la plaça de toros de Las Ventas. El juny de 2008 van realitzar dues accions conjuntes en la plaça de toros La Monumental de Barcelona: mentre dos activistes es despenjaven de la façana, quatre més saltaven a l'arena després que morís un dels toros. Segons els responsables de l'organització, els activistes que van saltar a l'arena van ser agredits per públic i treballadors de la plaça de toros. Al juliol de 2008 Igualtat Animal va presentar una investigació en la qual diversos activistes van entrar en una granja de l'empresa Campofrío, recollint setze cadàvers de porcs que posteriorment van ser duts a l'oficina de dita empresa.
El 21 de gener de 2009, Telecinco va retransmetre en el programa "Diario de" imatges de l'assalt a l'arena realitzat per Igualtat Animal al rodó de Saragossa i la seva entrada en una nau industrial amb 40.000 gallines per a denunciar la seva situació així com els moments previs a aquestes accions.